# Астраханский государственный технический университет
Астраха́нский госуда́рственный техни́ческий университе́т (АГТУ) — техническое высшее учебное заведение в Астрахани. Основан в 1930 году.

## История
Создан в мае 1930 года как Астраханский технический институт рыбной промышленности и хозяйства. Первые занятия начались 1 октября 1930 года. Студентов первого набора было немного, всего 78 — дети ловцов, колхозников, жители близлежащих сел. В первое десятилетие количество преподавателей увеличилось до 70, а ежегодный набор студентов составил 130—200 и более человек. Институт становится вузом союзного значения и переходит в ведение Наркомпищепрома, затем Наркомрыбпрома Памятным для института стал год 1935-й. Состоялся первый выпуск инженеров — технологов, организаторов, экономистов. Тогда же Астррыбвтуз посетил Нарком пищевой промышленности СССР А. И. Микоян. Он ознакомился с работой института, беседовал с преподавателями и студентами. При содействии А. И. Микояна институту были выделены средства на оборудование лабораторий.
Первенцами учебно-лабораторной базы института стали две химические лаборатории, опытно — учебная производственная установка, музей ихтиологии. К пятилетию Астррыбвтуза кафедры имели оборудование на 500 тысяч рублей.
Первые годы для института стали периодом становления научных направлений и исследований.
1931 год — совместно с Госрыбтрестом начато издание журнала "За рыбную индустрию Северного Каспия.
1933 год — кафедра ихтиологии во главе с профессором К. А. Киселевичем по договору с Волго — Каспийским отделением ВНИРХ исследовала рыбные запасы, ходовые пути и распространение сельди на Северном Каспии.
1933 год — первое изобретение в институте. На кафедре технологии создана автоматическая камера для копчения рыбы.
1935 год — профессор А. С. Шибалов и ассистент К. В. Горбунов получили авторское свидетельство на способ изготовления мягчителя из внутренностей рыб.
1938 год — при кафедре технологии открыта аспирантура.
1939 год — налажено опытное производство пищевой рыбной муки по технологии, разработанной в институте.
Годы второй мировой войны многие студенты и преподаватели ушли на фронт. После войны, несмотря на трудности, главное внимание уделялось учебному процессу. На крупных предприятиях города (судоверфи им. С. М. Кирова, бондарном заводе им. Ф. Э. Дзержинского, заводе стекловолокна), в районах области были организованы курсы по подготовке в институт. Восстанавливалась и укреплялась лабораторная база.
В 1947 году создано студенческое научное общество.
В 1955 году в вузе появились первые иностранные студенты.
В 1960 году аспирантура действовала на трех кафедрах: «Холодильные машины», «Промышленное рыболовство», «Технология рыбных продуктов». Подбор в аспирантуру проводили среди наиболее подготовленных студентов, которые ещё в годы учёбы проявили интерес к науке и под руководством преподавателей участвовали в выполнении научных разработок.
60-80-е гг. — время активного развития вуза. Развития не только экстенсивного, свидетельством которого стали новые учебные корпуса и общежития, увеличившийся набор студентов, численный рост преподавательского состава, но и качественного. Например, на кафедре рыбоводства создается научная школа осетроводства по руководством Мильштейна В. В., которым были разработаны основы разведения осетровых Волго-каспийского бассейна. Уже к 1985 году АТИРПИХ представлял собой вуз, способный в соответствии с требованиями времени удовлетворять нужды отрасли.
Вторая половина 80х гг. стала началом новой реформы высшего образования в СССР. Снижение социальной защищенности инженеров и преподавателей, последующее обнищание работников интеллектуальных видов деятельности сводило к минимуму престижность этих профессий и высшего образования. Наметился отток студентов из АТИРПХ.
Уже к 1992 году открытие новых направлений и специальностей привело к росту численности студентов, полностью или частично оплачивавших стоимость образовательных услуг.
В 1994 году институт переименован в Астраханский государственный технический университет.
В январе 1995 года был принят новый устав, закрепивший его новое название — Астраханский государственный технический университет. В этом же году был создан Дмитровский филиал АГТУ в Московской области. В марте 1997 года ученый совет АГТУ утвердил символику университета: герб, флаг и знак АГТУ.
В 2005 году АГТУ получил международные сертификаты DQS u IQNet соответствия системы менеджмента качества образовательного процесса требованиям международных стандартов ISO 9001:2001.
За годы своей истории вуз неоднократно реформировался, сменилось не одно поколение его руководителей, преподавателей, студентов.
Отмечается, что из 14 учебных заведений России, предлагающих высшее «морское» образование, Астраханский государственный технический университет является одним «из крупнейших учебных центров Юга России в Прикаспийском регионе, а по составу студентов, перечню специальностей является ведущим в Федеральном агентстве по рыболовству. АГТУ имеет богатый опыт международного сотрудничества в области образовательных услуг со странами дальнего и ближнего зарубежья».

## Рейтинги
В 2014 году агентство «Эксперт РА», включило ВУЗ в список лучших высших учебных заведений Содружества Независимых Государств, где ему был присвоен рейтинговый класс «Е». Отмечается, что в проводимом в 2017 году Национальном конкурсе  «100 лучших образовательных учреждений Российской Федерации  — 2017» АГТУ вошёл в число лауреатов. Сам отбор строился «на основании опросов мнений потребителей».

## Структура

### Институты
Институт рыбного хозяйства, биологии и природопользования
Кафедры
- Аквакультура и водные биоресурсы
- Гидробиология и общая экология
- Инженерная экология и природообустройство
- Иностранные языки в гуманитарном и естественно-научном образовании
- Прикладная биология и микробиология
- Промышленное рыболовство
- Технология спортивной подготовки и прикладной медицины
- Технология товаров и товароведение
- Физическое воспитание
- Экологический туризм

Научно-исследовательская деятельность в институте ведется по 6-м научным направлениям:
1. Индустриальная аквакультура. Искусственное воспроизводство осетровых;
2. Адаптивные механизмы гидробионтов к современным экологическим условиям на организменном, органном, тканевом и субклеточном уровне;
3. Ресурсосберегающие и безотходные технологии переработки гидробионтов;
4. Управление рыбохозяйственными процессами;
5. Разработка теории восстановления техногенных экосистем и биологических способов их рекультивации. Техническая альгология;
6. Проблемы здоровья, спортивного и профессионального отбора и реабилитация.

Лаборатории и центры
- Биологическая станция «Дубрава»
- Биологическая станция «Ильменно-бугровая»
- Научно-технический центр «Биоаквапарк»
- Научно-технический центр «Экотур»
- Научно-исследовательская лаборатория осетроводства
- Научно-исследовательская лаборатория «Криотехнологии в аквакультуре»
- Лаборатория «Туризм и гостиничный сервис»
- Лаборатория пищевых технологий
- Центр спортивной медицины, оздоровлений и реабилитации

Институт морских технологий, энергетики и транспорта
Кафедры
- Иностранные языки в инженерно-техническом образовании
- Механика и инженерная графика
- Судостроение и энергетические комплексы морской техники
- Теплоэнергетика
- Техника и технологии наземного транспорта
- Физика
- Холодильные машины
- Эксплуатация водного транспорта
- Электрооборудование и автоматика судов

Лаборатории и центры
- Лаборатория «Нанотехнологий и наноматериалов»
- Лаборатория «Оптика. Атомная физика»
- Лаборатория «Механика. Электромагнетизм»
- Лаборатория «Молекулярная физика. Термодинамика»
- Лаборатория «Механика. Колебания и волны»
- Лаборатория преобразовательной техники
- Лаборатория автоматического управления
- Лаборатория Центра компетенции по технологиям компании «SchneiderElectric» «Частотно-регулируемый электропривод»
- Лаборатория Центра компетенции по технологиям компании «SchneiderElectric» «Интеллектуальные устройства системы автоматики»
- Лаборатория материаловедения
- Опытовый бассейн

Институт нефти и газа
Кафедры
- Геология нефти и газа
- Химия
- Технологические машины и оборудование
- Разработка и эксплуатация нефтяных и газовых месторождений
- Химическая технология переработки нефти и газа

Лаборатории и центры
- Лаборатория «Глубокая переработка углеводородного сырья»
- Испытательная научно-исследовательская лаборатория «Анализ нефти и нефтепродуктов»
- Учебные лаборатории бурового, нефтегазопромыслового оборудования, эксплуатации и ремонта машин и оборудования нефтяных и газовых промыслов,

оборудованные рядом экспериментальных установок: «Комплексная гидравлическая лабораторная установка»; «Установка струйного насоса»; «Скважинная штанговая насосная установка».
Институт градостроительства
Кафедры
- Архитектура
- Строительство

Научно-исследовательская деятельность института
1. Совершенствование инженерно-строительных конструкций и систем.
2. Динамика тонкостенных пространственных систем.
3. Использование возобновляемых источников энергии в строительстве и жилищно-коммунальном комплексе.
4. Геофизические методы в области инженерных изысканий.
Лаборатории и центры
- «Центр научно-технического проектирования и консалтинга в строительстве»
- «Научно-исследовательский центр инновационных технологий в строительстве»
- СП Архитектурная мастерская «Универпроект»

Институт информационных технологий и коммуникаций
Кафедры
- Автоматизированные системы обработки информации и управления
- Автоматика и управление
- Информационная безопасность
- Высшая и прикладная математика
- Прикладная информатика
- Связь

Лаборатории и центры
- Лаборатория «Безопасность сетей ЭВМ»
- Лаборатория «Техническая защита информации»
- Лаборатория «Программно-аппаратные средства обеспечения информационной безопасности»
- Лаборатория «Анализ безопасности информационных систем»
- Учебный класс СОТСБИ-У

Институт экономики
Кафедры
- Финансы и учет
- Производственный менеджмент
- Гуманитарные науки и психология
- Экономика и управление предприятием
- Экономическая безопасность
- Правоведение

Лаборатории и центры
- Учебно-методический центр АГТУ
- Центр бизнес-образования АГТУ
- Юридическая клиника

Факультет среднего профессионального образования
Включает семь отделений:
1. Отделение связи и телекоммуникаций
2. Отделение холодильных машин
3. Нефтегазовое отделение
4. Отделение «Сервис и туризм»
5. Финансово-экономическое отделение
6. Отделение ихтиологии и рыбоводства
7. Юридическое отделение

Институт дистанционного образования
Институт ведёт подготовку специалистов широкого профиля по индивидуальному и групповому учебному плану.
Институт дополнительного профессионального образования
Институт осуществляет переподготовку и повышение квалификации по специальностям университета.

### Филиалы
- Филиал в г. Темрюк, Краснодарский край (Россия).
- Филиал в п. Рыбное, Московская область (Россия).
- Филиал в г. Ейск, Краснодарский край (Россия).
- Обособленное подразделение «Волго-Каспийский морской рыбопромышленный колледж» в г. Астрахань (Россия).

## Галерея
- Спорткомплекс АГТУ.
- Стадион.
- Парк на территории кампуса.
- Центральная аллея кампуса.